# Beda Paluzzi
Beda Umberto Paluzzi (ur. 31 stycznia 1936 w Ferentino, zm. 20 lipca 2023 w Subiaco) – włoski duchowny rzymskokatolicki, benedyktyn, w latach 2009–2014 opat terytorialny Montevergine.

## Życiorys
31 października 1954 złożył benedyktyńskie śluby zakonne. Święcenia kapłańskie przyjął 11 lipca 1961. Pracował w klasztorze benedyktyńskim w Subiaco. W latach 1991–1996 był przełożonym klasztoru św. Scholastyki, zaś w kolejnych latach kierował wspólnotą klasztoru św. Benedykta. W latach 2005–2006 był wizytatorem opactwa Montevergine, a następnie zarządzał nim jako administrator apostolski.
18 kwietnia 2009 został mianowany opatem terytorialnym Montevergine. 18 kwietnia 2014 zrezygnował z urzędu.